# Никита I Цариградски
Патријарх Никита I (јез-грч Πατριαρχης Νικητας Α´) – је био архиепископ цариградски и васељенски патријарх у периоду од 16. новембра 766. – 6. фебруара 780. Познат је као иконоборац, српског порекла. Био је евнух.

### Биографија
Никита је изабран за цариградског патријарха после изгнанства патријарха Константина II. Према Теофану Исповеднику:
„Индикцијом 16, новембра, указом цара, Никита, евнух од Словена, безаконо је рукоположен за цариградског патријарха...”
Теофан Исповедник. Хронографија. л. м. 6258, стр. 758 (766)
А.В. Карташев примећује да је Никита био „безлична и послушна особа“. Убрзо након избора на патријаршијски трон, учествовао је у церемонији анатемисања патријарха Константина II коју је организовао цар Константин Копроним.
Убрзо након ступања на патријаршијски престо, Никита је наредио да се састружу мозаичке иконе у патријаршијској палати, уклоне резбарене иконе и пресликају фреске.
Никита је 768. године венчао сина цара Константина, будућег цара Лава IV, са Ирином, која је, поставши регент код малолетног цара Константина VI, иницирала сазивање Седмог васељенског сабора, који је прогласио догму о иконопоштовању.
Патријарх Никита је преминуо 6. фебруара 780. године.